# Place des Lices (Rennes)
Pour les articles homonymes, voir Place des Lices.
La place des Lices est une place de Rennes.

## Situation et accès
Elle est située au nord-ouest du centre-ville et reçoit les rues Saint-Louis, de Juillet, de la Monnaie, Rallier-du-Baty et des Innocents ainsi que les places de la Trinité et Saint-Michel.
Bordée de nombreux monuments, elle accueille le samedi matin le marché des Lices, après avoir servi au cours des siècles de lieu de foire de campement, de commerce, d'exécutions ou de réjouissances.

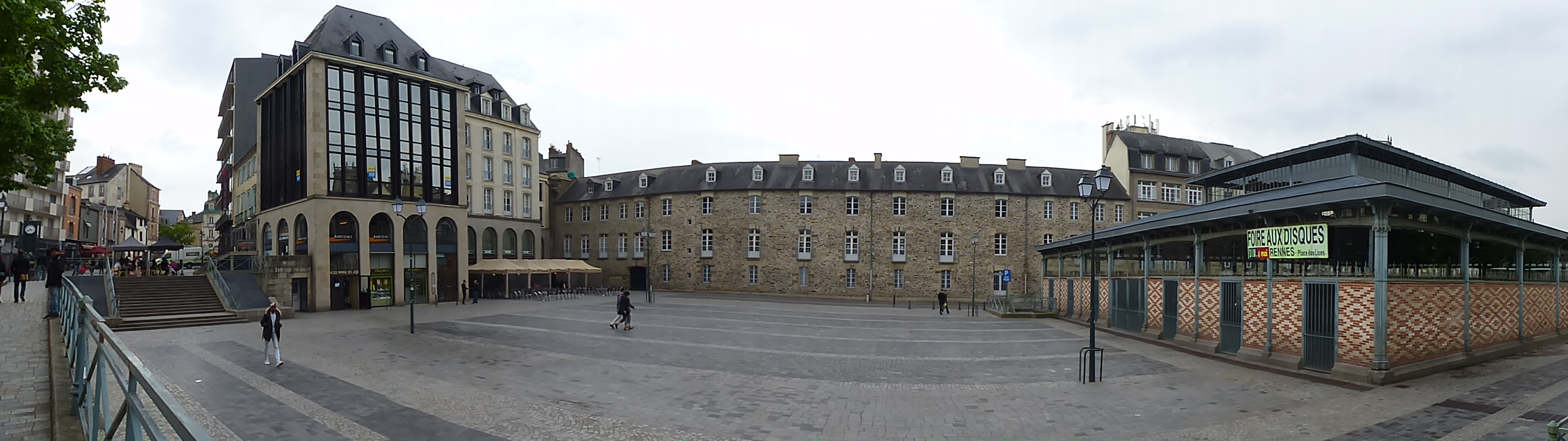
Vue panoramique d'une partie de la place des Lices. À gauche, la partie haute de la place, l'escalier permettant d'y accéder ; au centre la place dite « aux poissonniers » sous laquelle se trouve le parking et, au fond, les anciens bâtiments de l'hôtel de la Monnaie construit à l'emplacement des remparts ; à droite la halle Martenot est.

La place comporte plusieurs parties :
- la place haute à l'est, plus étroite et bordée d'immeubles et de terrasses de cafés ;
- la place longeant des hôtels particuliers au nord, qui descend en pente douce vers l'ouest ;
- la place en partie occupée - au sud - par les halles, séparée de la place haute par un escalier. Sous la partie est de cette place se trouve un parking souterrain.

La place est bordée au nord par un alignement de bâtiments et d'hôtels particuliers. Cet alignement est percé, d'est en ouest par la rue des Innocents (nommé en référence à la potence située en haut de la place des Lices) et par la rue des Minimes.
Au sud, la place est également bordée par des bâtiments, situés à l'emplacement de l'ancienne muraille de Rennes. L'espace le long de ma muraille était occupé par des jardins appartenant aux religieuses Trinitaines, ce qui a permis de conserver cet espace dégagé. On trouve d'est en ouest l'arrière des anciens bâtiments de l'hôtel des Monnaies, la place de la Trinité et un second groupe d'immeubles.
À l'est, la place se prolonge dans la place Saint-Michel. À l'ouest, on trouve, du nord vers le sud, la rue de Juillet remontant vers le Nord, la place du bas des Lices, ouvrant vers le Bourg-l'Évêque, puis, après un petit groupe d'immeubles, sur la rue des Portes Mordelaises et la tour est des portes.

## Origine du nom
La tradition rapporte que la place était utilisée comme terrain de joute équestre (les deux cavaliers sont alors séparés par une lice) et que Bertrand du Guesclin y participe à son premier tournoi en 1337.

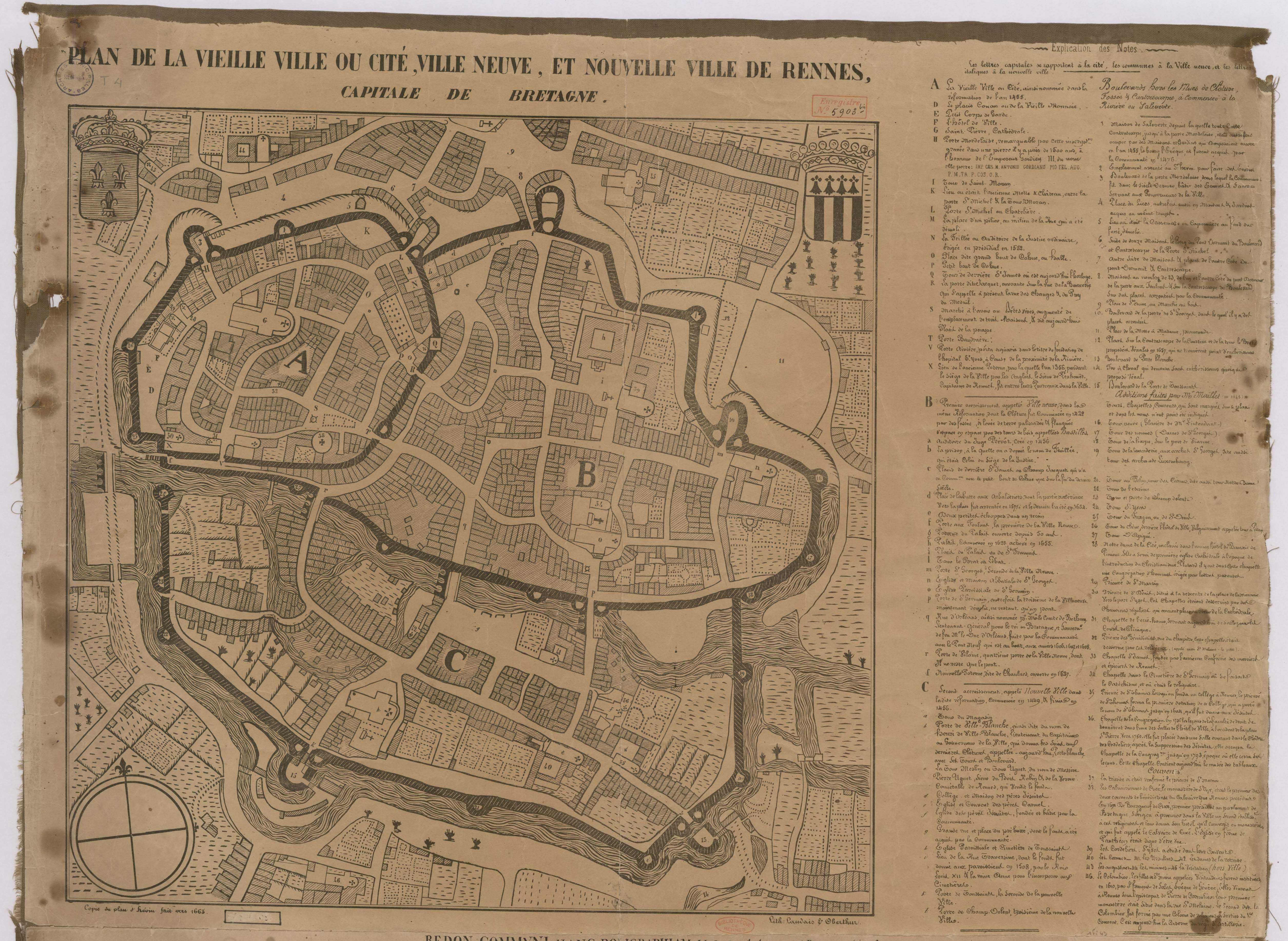
Plan de la vieille ville ou cité, ville neuve, et nouvelle ville de Rennes, capitale de Bretagne. Sur ce plan de 1663, la place des Lices est repérée par le numéro 4, dans la partie supérieure droite.
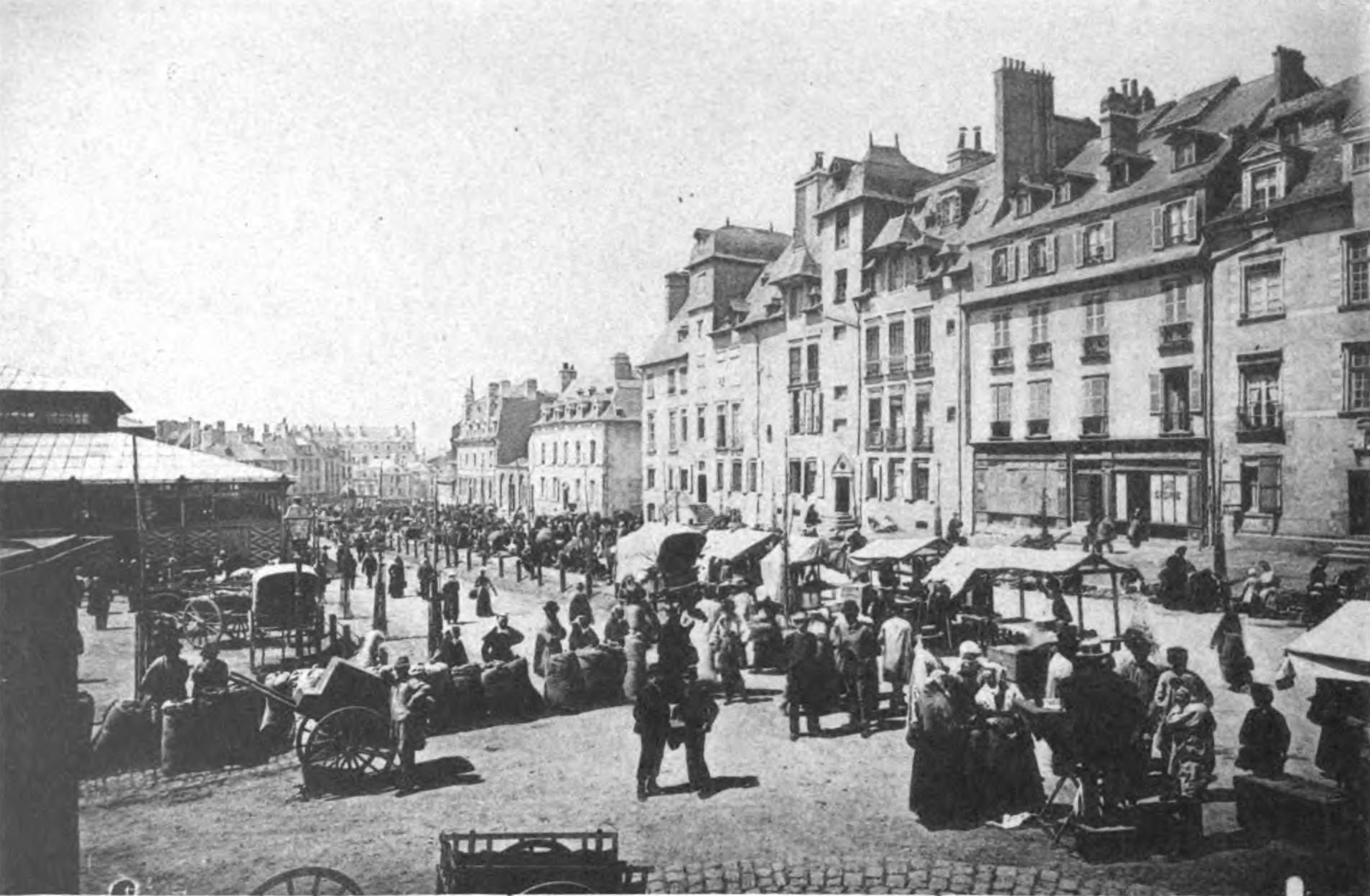
La place et son marché vers 1892.
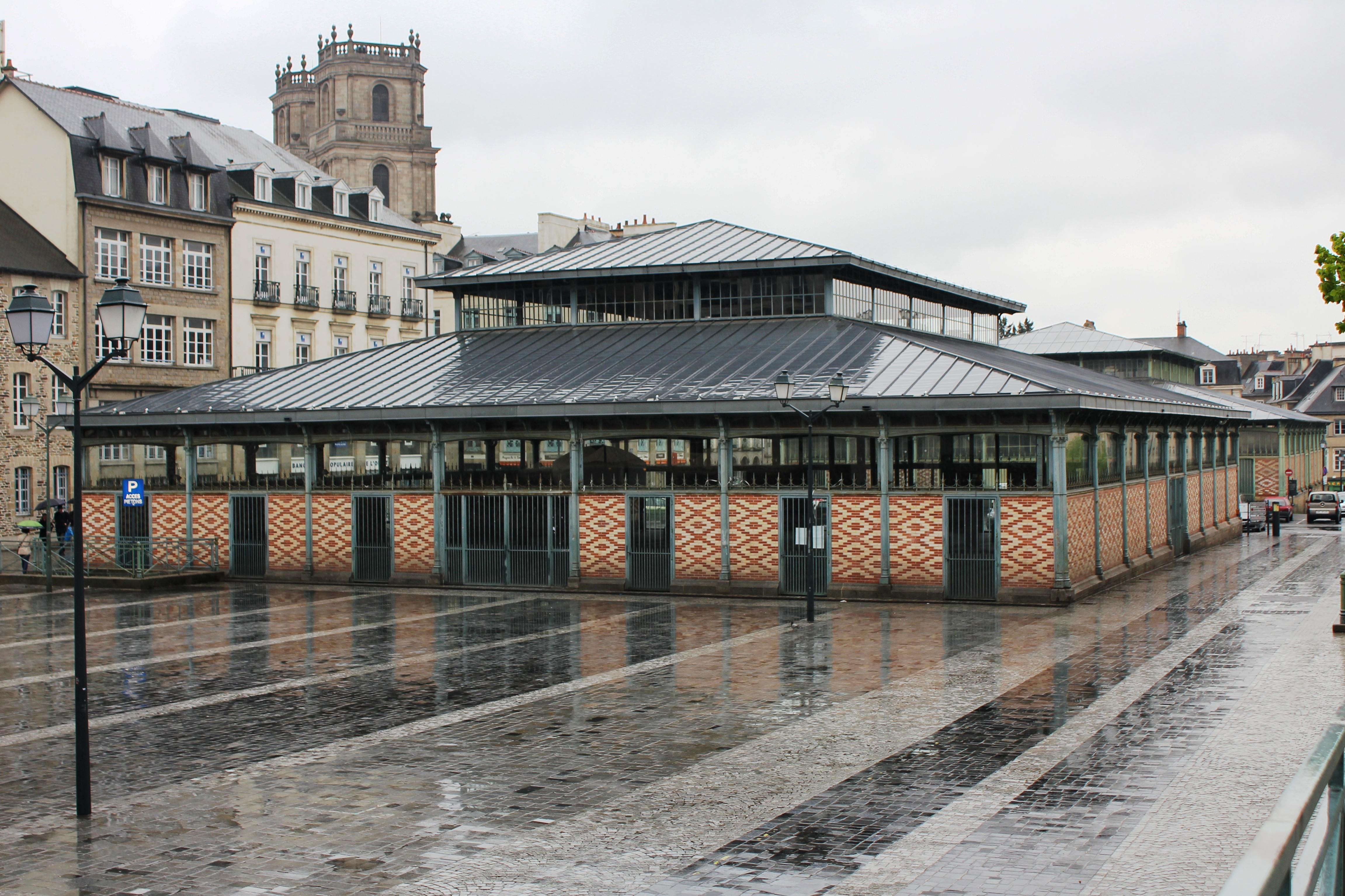
Les deux halles Martenot sont emblématiques de la place.

## Historique
La place est située hors les murs, à l'entrée d'une de portes de la ville, la porte mordelaise, et à l'arrivée de routes commerciales (rue de Dinan vers Dinan et Saint-Malo, carrefour Jouaust vers le Bourg-l'Évêque et la rue de Brest ; contournement ouest de la cité).
La première trace conservée de la place est un document de 1455 où elle est occupée par des maisons et des jardins ; elle est alors établie jusqu'à la rue Saint-Louis, qu'elle englobe. En 1502, la place est un champ que l'on clôt de barrières ; deux entrées sont aménagées et on y fait commerce de bois. Un marché est établi en bas de la place en 1483.
En 1595, on creuse une citerne dans le bas de la place, la séparant ainsi nettement de la place du Bas des Lices. La place est pavée à neuf en 1614. En 1622, lors d'une épidémie de peste, est établi le marché des Lices, hors les murs et de manière régulière.
La citerne est comblée en 1659 et la place est aplanie en 1663 à l'initiative de Jean Bossart du Clos ; un muret, une petite chapelle et deux petits escaliers perpétuent la séparation entre la place des lices et la place du Bas des Lices. Le haut de la place est fermé par une barrière.
Lors des stations des troupes militaires mercenaires payées par le roi de France en 1542 et 1545, la place est aménagée pour éviter les débordements et les défenses de la ville renforcées. La tour saint Moran, située sur la partie nord de l'actuelle place de la Trinité est ainsi reconstruite en 1591.
La partie nord de la place est afféagée par la ville en 1657 et permet la construction d'hôtels particuliers subsistant toujours aujourd'hui, créant une nette délimitation de la place par rapport à la rue Saint-Louis. En 1702, un marché aux volailles est également établi sur la place.
Après l'incendie de Rennes de 1720, des baraquements « provisoires » sont construits sur la partie sud de la place, le long du muret ainsi que sur la partie sud de la place, aujourd'hui occupée par les halles. La rue Neuve est ainsi créée. Une halle destinée à abriter le marché est détruite dans l'incendie. La place sert également à cette époque des exercices militaires ou accueille la foire de la mi-carême de l'abbaye Saint-Georges.
La place sert également pour des exécutions : au XVIe siècle, la carrée de justice y est implantée ; le poteau de justice est lui visible sur les plans de 1726 et 1775, en haut de la place des Lices, face à la rue des Innocents.
Les religieuses Trinitaines occupent la tour saint Moran et percent la muraille pour établir un jardin public dans la partie sud de la place des Lices, parfois mal fréquenté. Le rempart et la tour saint Moran (transformée alors en séminaire) sont démolis en 1825, créant ainsi la place de la Trinité qui ouvrant ainsi la place des Lices vers le sud.
L'actuelle rue de Juillet, du nom des Trois Glorieuses et marquant la limite ouest de la place des Lices, est percée au XIXe siècle. Autres aménagements de ce siècle, les Halles Martenot : projetées en 1861, ces deux halles sont construites entre 1868 et 1871 sous la houlette de Jean-Baptiste Martenot, architecte en chef de la ville de Rennes. Une troisième halle, moins grande, est construite par Emmanuel Le Ray en 1907 pour les maraîchers et l'inspection sanitaire, à l'est de la halle est. Ce pavillon est démoli dès 1987, puis un parking souterrain est construit sous son emplacement en 1989.

## Bâtiments remarquables et lieux de mémoire
- Halles Martenot, du XIXe siècle
- Un alignement d'hôtels particuliers du XVIIe siècle, bordant la place au nord sur des terrains à l'époque afféagés par la ville[7] :
  - au 18, l'hôtel des ventes, ancien bureau des marchandises entrantes de la ville et ancienne hôtellerie du Chapeau rouge[7] .
  - au 22, une maison
  - au 26, Hôtel de la Louvre ou hôtel de La Noue
  - au 28, Hôtel Racapé de La Feuillée
  - au 30, Hôtel Montbourcher
  - au 34, Hôtel du Molant